# Touche de verrouillage du pavé numérique

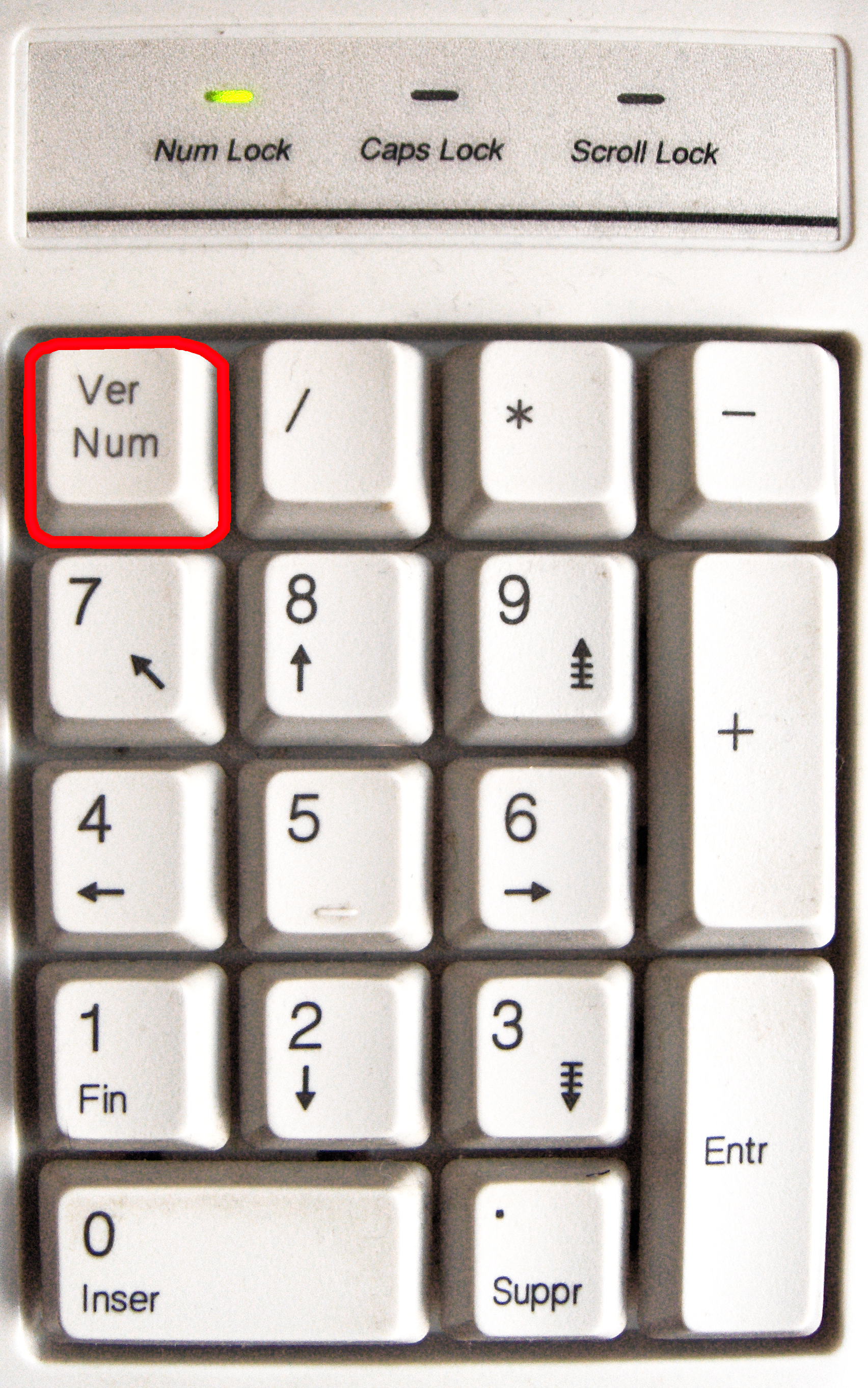
La DEL verte indique que le pavé numérique est activé

La touche de verrouillage du pavé numérique (abrégée « Verr. num. » ou « Ver. Num. », notée en anglais « Num Lock » ou « Numeric Lock ») est une touche du pavé numérique qui permet d'activer ou de désactiver l'entrée des chiffres à partir de celui-ci.
Lorsque celle-ci est activée la DEL Num Lock (claviers anglo-saxons) ou Verr Num (clavier francophones), qui se trouve généralement au-dessus, est allumée.
Lorsqu'elle est désactivée, les chiffres du pavé numérique servent de flèches permettant de naviguer.